# Хван У Сок
Хван У Сок (кор. 황우석?, 黃禹錫?; 29 января 1953, Пуё, Чхунчхон-Намдо, Республика Корея) — южнокорейский ветеринар и исследователь, до 2006 года профессор териогенологии и биотехнологии в Сеульском национальном университете. Занимается исследованиями возможностей клонирования животных. 
Хван наиболее известен по двум статьям, опубликованным в журнале Science в 2004 и 2005 годах, в которых говорилось о том, что ему удалось создать человеческие эмбриональные стволовые клетки путём клонирования. Однако, после выхода первой статьи, в журнале Nature появилась статья, в которой Хвана обвинили в нарушении этических норм, а именно в использовании яйцеклеток своих аспиранток, а также яйцеклеток с чёрного рынка. Хотя сначала он отрицал обвинения, в ноябре 2005 года Хван признал их правдивость. 
По состоянию на август 2018 года Хван являлся основателем научно-исследовательского фонда Sooam Biotech, который занимается клонированием домашних и сельскохозяйственных животных, а также выпуском собственной линии косметики. 
Под эгидой Sooam Biotech финансирует и спонсирует генетиков СВФУ в изучении и в возрождении шерстистого мамонта.

## Обвинения
12 мая 2006 года Хван У Сока обвинили в присвоении средств, нарушении законов биоэтики и мошенничестве, когда выяснилось, что результат его исследований стволовых клеток был преукрашен. Газета The Korea Times сообщила 10 июня 2007 года, что Сеульский национальный университет уволил Хвана, а правительство Южной Кореи прекратило его финансовую поддержку и запретило участвовать в исследованиях стволовых клеток.
26 октября 2009 года он был приговорён к двум годам тюрьмы условно центральным районным судом Сеула по всем обвинениям, кроме мошенничества. 15 декабря 2010 года апелляционный суд Южной Кореи сократил его условный срок на 6 месяцев.
Как отмечает в 2012 году Би-би-си, несмотря на скандал 2006 года, Хван У Соку впоследствии удалось восстановить научную репутацию, получив идентичные экземпляры коровы, кота и волка. В феврале 2011 года он планировал вести научную работу в Ливии, но этому помешала начавшаяся в стране гражданская война.